# 코레페티토어
코레페티토어(독일어:  Korrepetitor, 프랑스어:  corépétiteur)는 오페라 극장 등에서 오페라 가수나 발레 무용수와 음악 연습을 함께하는 피아니스트를 말한다. 영어권에서는 "복습하고, 배우고 리허설하다"를 의미하는, 프랑스어에서 유래한 레페티터(Répétiteur)라는 말을 사용한다.
오페라에서는 각 배역에 대해 실제 공연시 오케스트라가 연주하는 소리를 피아노로 연주하고 개인 연습의 반주와 조언을 함으로써 가수의 독보나 암보, 발음 교정을 도와 음악에 대한 이해를 심화시키는 일이다. 이 일에 필요한 언어도 최근에는 프랑스어나 이탈리아어, 독일어뿐만 아니라 러시아어까지 요구된다. 단지 피아노 악보를 연주하는 것으로 끝나지 않고, 오케스트라 총보에서 초견 연주, 무조 음악, 프레스토로 연주하고 노래하는 것까지 추가로 요구한다.
옛날 명 지휘자는 경력 시작을 이 일자리에서 시작하는 경우가 많았다. 빌헬름 푸르트벵글러, 헤르베르트 폰 카라얀, 게오르그 솔티 등이 젊은 시절 이 직업을 경험했다. 현재 지휘자 콩쿠르에서 입상을 계기로 활동을하는 사람이 많아졌지만 그래도 울프 시르머나 파비오 루이지, 크리스티안 틸레만처럼 이 일에서 출세한 지휘자도 존재한다.